# Ballao
Ballao là một đô thị ở tỉnh Sud Sardegna, vùng Sardegna của Ý, có vị trí cách khoảng 45 km về phía đông bắc của Cagliari. Đến thời điểm ngày 31 tháng 12 năm 2004, đô thị này có dân số 963 và diện tích là 46,7 km².
Ballao giáp các đô thị: Armungia, Escalaplano, Goni, Perdasdefogu, San Nicolò Gerrei, Silius, Villaputzu.